# Beaugies-sous-Bois
Beaugies-sous-Bois é uma comuna francesa na região administrativa de Altos da França, no departamento de Oise. Estende-se por uma área de 3,91 km². Em 2010 a comuna tinha 102 habitantes (densidade: 26,1 hab./km²).